# 杰夫·西蒙
杰夫·西蒙（英文：Jeffrey ("Jeff") Simon）（1989年8月17日—），是美国男子短道速滑运动员。

## 职业生涯
2011年世界短道速滑锦标赛中，西蒙获得1500米、3000米和5000米接力三枚铜牌。

## 资料来源
- 国际滑联官网2011世界短道速滑锦标赛新闻报道(英文)
- 杰夫·西蒙 （页面存档备份，存于）-国际滑冰联盟（ISU）